# Shin Saburi
Shin Saburi (jap. 佐分利信 Saburi Shin; ur. 12 lutego 1909 w Utashinai, zm. 22 września 1982 w Tokio) – japoński aktor i reżyser.

## Życiorys
Urodził się 12 lutego 1909 w Utashinai jako Yoshio Ishizaki (jap. 石崎 由雄 Ishizaki Yoshio). Od 1930 roku był związany z wytwórnią filmową Nikkatsu. Debiut aktorski zaliczył w 1931 grając drugoplanową rolę w filmie Misu nippon (reż. Tomu Uchida). W tym samym roku zadebiutował w roli pierwszoplanowej w filmie Hokuman no teisatsu (reż. Hisatora Kumagai i Ren Yoshimura). W 1935 rozpoczął współpracę ze studiem Shōchiku.
Wystąpił m.in. w pięciu filmach w reżyserii Yasujirō Ozu: Bracia i siostry z rodziny Toda (1941), Był sobie ojciec (1942), Smak ryżu z zieloną herbatą (1952), Kwiat równonocy (1958) i Późna jesień (1960). Trzykrotny zdobywca sponsorowanej przez wydawcę Mainichi Shimbun dorocznej nagrody filmowej Mainichi Eiga Konkūru dla najlepszego aktora: w 1950 za filmy Shikkō yūyo (1950) i Kikyō (1950); w 1952 za filmy Dōkoku (1952), Nami (1951) i Smak ryżu z zieloną herbatą (1952); w 1975 za film Skamieliny (1975).
Jego żona Shinobu Kuroki (jap. 黒木 しのぶ Kuroki Shinobu) również była aktorką. Zmarła na raka wątroby w 1964. Para miała syna Jirō Ishizakiego. Saburi zmarł 22 września 1982, również z powodu raka wątroby.